# کوه مزرا
کوه مَزرا یا کوه مزار کوهی با ارتفاع ۲۴۲۰ متر از سطح آبهای آزاد در شمال کن است. رودخانه کن در دامنهٔ این کوه جریان دارد.